# Супербол LIV полувреме
Супербол LIV полувреме, званично познато као Пепси Супербол LIV полувреме. Шоу је одржан је 2. фебруара 2020. године на стадиону Хард Рок у Мајами Гарденсу у Флориди, у оквиру педесет четвртог Супербола. Фокс телевизија је шоу преносила уживо. Супербол LIV полувреме предводили су Шакира и Џенифер Лопез, а гостовали су Ј. Балвин, Бад Буни и Лопезова кћерка Еми Муниз.

## Развој
Године 2019. објављено је да је Џеј-Зиова компанија Роk Натион склопила уговор са НФЛ-ом у којем ће бити приказан Џеј-Зи и његова компанија у рекламном блоку током полувремена.
Избор Шакире и Џенифер Лопез за водство шоуа објављен је 26. септембра 2019. Објављено је да је намера избора Лопезове и Шакире била да се одража латиноамеричка култура града домаћина Мајами. Ово је био тек трећи пут да латинска музика представљена на Суперболум што је и позитивна реакција публике. Табика и Наполеон Д'Умо били су креативни режисери за Џениферев одељак, у којем је било око 130 плесача. Парис Гоибел је био кореограф за Лопезову представу.
Средином јануара, продуценти су најавили да ће тражити регрутовање 600 чланова теренског тима који би им помогли у извођењу. Међу детаљима који ће се касније објавити уочи емисије на полувремену били су да и Лопез и Шакира планирају да одају почаст Кобију Брајанту.

## Сет листа

### Шакира
- 1. "She Wolf" (садржи делове песме "Dare (La La La)")
- 2. "Empire" (садржи делове песме "Kashmir")
- 3. "Ojos Así"
- 4. "Whenever, Wherever"
- 5. "I Like It" (са Bad Bunnyем; садржи делове песме “En Barranquilla Me Quedo”)
- 6. "Chantaje" (са Bad Bunny; садржи делове песме "Callaíta")
- 7. "Hips Don't Lie"

### Џенифер Лопез
- 1. "Jenny from the Block"
- 2. "Ain't It Funny (Murder Remix)"
- 3. "Get Right"
- 4. "Waiting for Tonight (Hex Hector Mix)"
- 5. "Booty" / "Mi Gente" (фт. J Balvin)
- 6. "On the Floor"

### ШакираиЏенифер Лопез
- 1. "Let's Get Loud" (са Emme Muñiz; садржи делове песме "Born in the U.S.A.")
- 2. "Waka Waka (This Time for Africa)"